# ガブリエラ・ブルーム
ガブリエラ・ブルーム（Gabriella Brum、1962年5月19日 - )は、ドイツのモデル。
1980年、ミス・ワールド1980で優勝するが、翌日王冠とタイトルを返上。ミスとしての任期17時間は大会史上最短。グアム代表のキンバリー・サントスがミス・ワールド1980を引き継ぐ。

## 経歴
ドイツ人のAngelika Roureは1961年、西ベルリンで英国人兵士Edward Brumと出会う（数年後、別れる）。
1962年5月19日、ガブリエラ・ブルーム生まれる。
1976年、西ベルリンのLessing High School入学。1980年、公表されていない理由で中退。
いくつかの芸名でモデルとして働くが、その間にディレクター兼カメラマン、そしてプロデューサーのWolfgang Benno Bellenbaum（1928年 - 1984年）と出会う。ベレンバウムとは後に、モデル活動を行うために一緒にLAに行く。

### Miss Germany
1980年6月26日、ベルリンの国際コングレス・センターで開催されたMiss Germanyで優勝。
1980年7月のDie Zeit誌の報道によると、この決定に異論がないわけではなかった。決勝の時点で彼女はドイツに居住していなかった、また、ベレンバウムの妻（50歳の映画監督。友人とする資料もある）が審査員の席を占めていた点が問題視されたが、タイトルは有効とされた。

### Miss World
1980年11月13日、ロンドンで開催されたミス・ワールド1980で優勝。翌日午後3時、「厳しい契約のもと1年間も世界を飛び回るよりベレンバウムのそばにいたい」とタイトルを返上。ロンドンのブックメーカー・Ladbrokesは、彼女に投票したギャンブラーたちに総額数千ポンドを支払った。同社のスポークスマンによると「少なくとも我々にとって、彼女は勝者です」
後で明らかになったところによると、彼女は以前ヌード写真を公表していたことが発覚したため、タイトルを返上するしかなかった。写真家のWolfgang Heilemannは、デア・シュピーゲル誌のインタビューで、「写真は自分が撮った。それをパリ・マッチ誌に提供した」と認めた。

### その後
その後米国に移るが、初めの数年間はモデルとして成功した。1981年5月、プレイボーイの表紙を飾っている。
1981年、ノース・ハリウッドでベレンバウムと結婚。
1984年、ベレンバウムはエンシノのアパートで自らを銃で撃った。死体はブルームによって確認された。銃のほか、別れの手紙が見つかった。
2012年1月のUnited States Online News（USSPost）の記事によると、当時はまだロサンゼルスを拠点としていた。
ドイツ語のSNS・StayFriendsによると、2017年11月の時点で米国在住。